# Hector (Nueva York)
Hector es un pueblo ubicado en el condado de Schuyler en el estado estadounidense de Nueva York. En el año 2010 tenía una población de 4,940 habitantes.

## Geografía
Hector se encuentra ubicado en las coordenadas 42°28′23″N 76°47′37″O / 42.47306, -76.79361.

## Demografía
Según la Oficina del Censo en 2000 los ingresos medios por hogar en la localidad eran de $39,380, y los ingresos medios por familia eran $44,184. Los hombres tenían unos ingresos medios de $33,783 frente a los $21,648 para las mujeres. La renta per cápita para la localidad era de $19,601. Alrededor del 11.6% de la población estaban por debajo del umbral de pobreza.